# När vi red efter räv
När vi red efter räv (Memoirs of a fox-hunting man) är en roman av Siegfried Sassoon som gavs ut i Storbritannien 1928 och i Sverige gavs ut i Sven Collbergs översättning av Norstedts förlag i deras Albatrosserie  1949. 

## Handling
Sassoon framträder i handlingen som alter egot George Sherston. Somliga detaljer från hans uppväxt har ändrats, exempelvis är han enda barnet medan Sassoon i verkligheten hade en bror som stupade i första världskriget. Läsaren får följa Sherston under dennes 30 första år, från barndomen under 1880-talet till dess ynglingen i tolvårsåldern börjar intressera sig för engelsk rävjakt vilket är det genomgående temat i boken. Många detaljer från denna ofta starkt ceremoniella och ritualistiska sport skildras här ingående. Sherston kan via ett arv leva utan att arbeta, om än inte överdådigt. Hans lugna tillvaro rubbas dock av första världskriget, till vilket han anmäler sig som frivillig. En rad omständigheter (bl.a. en bruten arm och en utdragen militär utbildning) gör att han ännu våren 1916 (då boken slutar) inte varit i aktiv strid även om han vid det laget nått fronten. Krigets monotoni skildras, inte utan en torr humor. Denna bok var den första i en trilogi och följdes senare upp av Vi föll in i ledet och Åter i tjänst.